# دان سويني (لاعب كرة قدم)
دان سويني (بالإنجليزية: Dan Sweeney)‏ هو لاعب كرة قدم بريطاني في مركز الوسط، ولد في 25 أبريل 1994 في كينغستون ‏ في المملكة المتحدة. لعب مع نادي بارنت.

## وصلات خارجية
- دان سويني (لاعب كرة قدم) على موقع قاعدة بيانات كرة القدم.إي يو (الإنجليزية)
- دان سويني (لاعب كرة قدم) على موقع Soccerway.com (الإنجليزية)